# Iłża (gmina 1870–1924)
Iłża (do 1870 i od 1925 miasto Iłża) – dawna gmina wiejska istniejąca do 1924 roku w woj. kieleckim. Siedzibą władz gminy była osada miejska Iłża.
Gmina Iłża powstała 13 stycznia 1870 w powiecie iłżeckim w guberni radomskiej w związku z utratą praw miejskich przez miasto Iłża i przekształceniu jej w wiejską gminę Iłża w granicach dotychczasowego miasta.
W okresie międzywojennym gmina należała do powiatu iłżeckiego (którego – mimo braku statusu miasta – była siedzibą powiatu) w woj. kieleckim. Jako gmina wiejska jednostka przestała funkcjonować z dniem 1 stycznia 1925 roku w związku z ponownym nadaniem Iłży praw miejskich i przekształceniu jednostki w gminę miejską.